# シオエリ・ラマ
シオエリ・ラマ（Sioeli Lama、1995年10月12日 - ）は、スーペルリーガ、CSAステアウア・ブクレシュティに所属するラグビーユニオン選手。

## プロフィール
- トンガ出身[1]。
- ポジションはスクラムハーフ(SH)、ウィング(WTB)。
- 身長 175cm、体重 85kg
- 7人制ルーマニア代表に選ばれたことがある[2]。
- ルーマニア代表キャップは6（2025年2月現在）でラグビーワールドカップ2023のルーマニア代表に選ばれた[3]。

## 略歴
CSMブクレシュティを経て、2023年、CSAステアウア・ブクレシュティに加入。